# 王瓌
王瓌（?—?），五胡十六国在成都建国的大成国的官员。
334年，大成皇帝李雄头部生疮，旧伤化脓溃烂，儿子们都远远躲开，他的侄子太子李班亲自为他吮吸脓肿。六月廿五，李雄故去，李班即位。政事都委决于大将军录尚书事、建宁王李寿和司徒何点、尚书王瓌。李雄的儿子车骑将军李越在十月杀死李班，拥立兄弟安东将军李期为皇帝。335年，李期以卫将军尹奉为右丞相，骠骑将军、尚书令王瓌为司徒。